# Francesco Antonio Coratoli
Francesco Antonio Coratoli (Monteleone di Calabria, 13 dicembre 1671 – Monteleone di Calabria, 10 giugno 1722) è stato un pittore italiano.

## Biografia
Nato a Monteleone di Calabria, odierna Vibo Valentia, studiò con Francesco Zoda. Ha studiato arte pittorica a Roma. Le sue opere comprendono una Incoronazione della Vergine e Matrimonio di San Giuseppe per la Chiesa di Santa Maria degli Angeli di Vibo Valentia, Lo Sposalizio della Vergine nella Chiesa di San Giuseppe a Vibo Valentia e ad alcune pitture murarie nella Chiesa di Santa Maria La Nova, sempre a Vibo Valentia.
Ha progettato anche la costruzione della Chiesa di Santa Maria Maggiore e San Leoluca a Vibo Valentia.